# Out of My Head
Out Of My Head — en español: Fuera de mi cabeza — es una canción de Black Eyed Peas, ubicada en el álbum The E.N.D. 
Esta solamente interpretada por Fergie, aunque en ocasiones se escucha Will.I.Am de fondo, y contiene ritmos de los 80's.
En este sencillo es muy notoria la ausencia de los otros dos miembros del grupo Taboo y Apl.de.Ap

## Composición
Con un coro bastante pegajoso y una melodía notablemente pop con tonos de jazz y punk, Fergie cuenta una historia muy divertida de lo que le pasa cuando está bajo el efecto del alcohol. Y lo mucho que disfruta ir por un trago en las noches y las cosas que pasan en todos esos momentos.

## Repartición de Voces
Ya que la canción es cantada principalmente por Fergie es muy notoria la falta de los otros miembros del grupo
Las voces quedan así:
Will.I.Am = Voz de Fondo
Fergie = Verso 1 y 2, Coros y parte hablada
Apl.de.Ap = Ausente
Taboo = Ausente